# Styków (Głogów Małopolski)

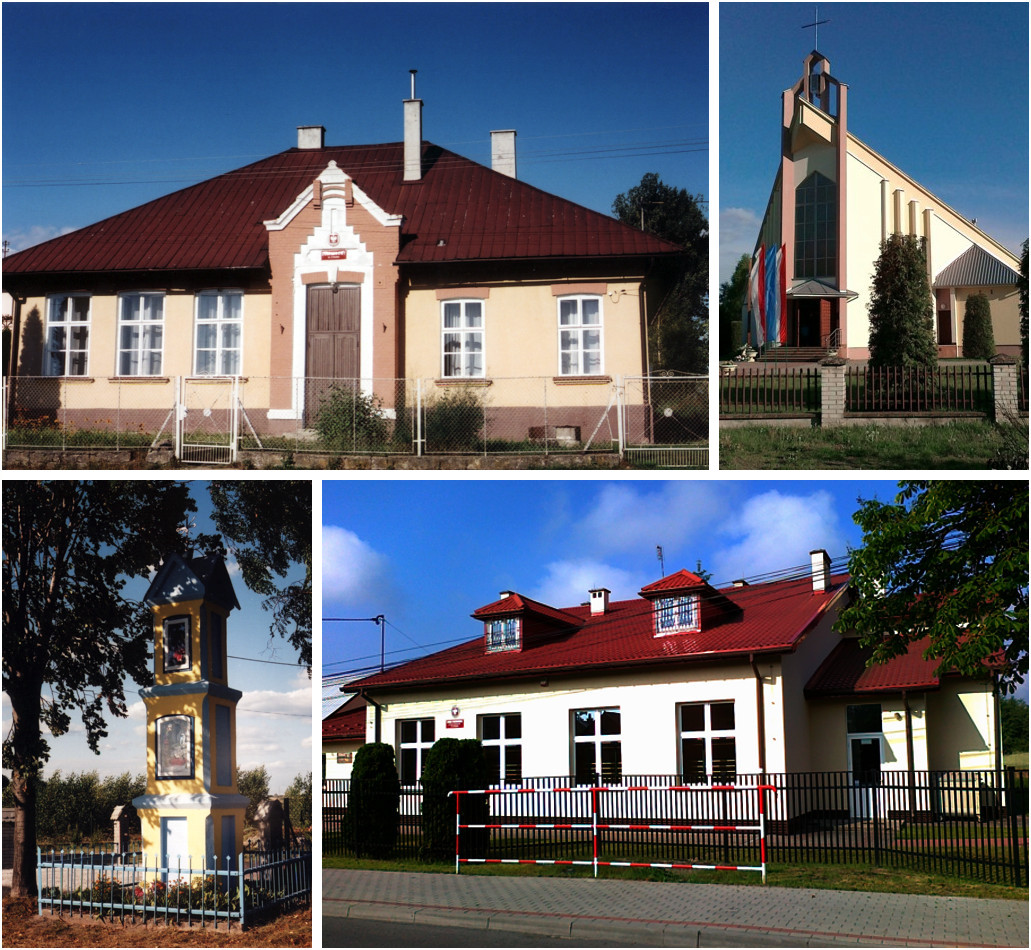
Styków

Styków ist ein Stadtteil der Stadt Głogów Małopolski im Powiat Rzeszowski der Woiwodschaft Karpatenvorland in Polen.

## Geographie
Der Ort liegt im Sandomirer Becken am Fluss Łęg (Zyzoga).
Die Nachbarorte sind Wysoka Głogowska im Osten, Widełka im Westen, Głogów Małopolski im Süden, Budy Głogowskie im Südwesten, sowie Przewrotne im Norden.